# A Night at the Opera (Blind Guardian-album)
Az A Night at the Opera a Blind Guardian német power metal együttes hetedik albuma. A 2002. március 4-én megjelent album producere Charlie Bauerfeind volt, a lemezt különböző hamburgi stúdiókban vették fel, az album javarészt áttekintésekből áll, különösen magazinokból és rajongói oldalakról, amelyeket a műfajnak szenteltek.

## Számok listája
1. Precious Jerusalem – 6:21
2. Battlefield – 5:37
3. Under the Ice – 5:44
4. Sadly Sings Destiny – 6:04
5. The Maiden and the Minstrel Knight – 5:30
6. Wait for an Answer – 6:30
7. The Soulforged – 5:18
8. Age of False Innocence – 6:05
9. Punishment Divine – 5:45
10. And Then There Was Silence – 14:05

- Bónusz dalok

1. Harvest of Sorrow (akusztikus verzió) – 3:39 (japán bónusz)
2. Mies del Dolor – 3:39 (spanyol/észak amerikai bónusz)
3. La Cosecha del Dolor – 3:39 (argentin bónusz)
4. Frutto del Buio – 3:39 (olasz bónusz)
5. Moisson de peine – 3:39 (francia bónusz)

- A Harvest of Sorrow című dalnak két élő verzión felül van hét különböző verziója: kettő angolul, kettő spanyolul (Mies Del Dolor, La Cosecha Del Dolor), egy olaszul (Frutto Del Buio) , egy franciául (Moisson de Peine), és egy ami az összes verziónak a keverése.

## Felállás
- Hansi Kürsch – ének
- André Olbrich – szóló, ritmus és akusztikus gitárok
- Marcus Siepen – ritmusgitár
- Thomas "Thomen" Stauch – dobok és ütős hangszerek

## Vendég zenészek
- Oliver Holzwarth – basszusgitár
- Matthias Wiesner – billentyűs hangszerek és zenekari vezetés
- Michael Schüren  – zongora az Age of False Innocence című dalban.
- Pad Bender, Boris Schmidt, Sascha Pierro – billentyűs hangszerek és effektek
- Rolf Köhler, Thomas Hackmann, Olaf Senkbeil, Billy King – kórus

## Produkció
- Charlie Bauerfeind – producer, keverés, felvétel
- Nordin Hammadi Amrani – hangmérnök asszisztens
- Clemens von Witte – felvétel
- Detlef – felvétel
- Paul Raymond Gregory – album borító
- André Olbrich – első borító koncepciója
- Dennis "Sir" Kostroman – kísérő füzet
- Axel Jusseit – fényképek

## Helyezés
Album – Billboard (Észak Amerika)
| Év   | Lista                  | Helyezés |
| ---- | ---------------------- | -------- |
| 2002 | Top Independent Albums | #37      |

## A dalokról
- A Precious Jerusalem témája Jézus Krisztus utolsó jeruzsálemi napjai.
- A Battlefield alapja egy régi német mese, amelyik egy idős apáról és fiáról szól, akik együtt mennek a halálba.
- Az Under The Ice kapcsolatban van az Iliásszal, de a középpontban Kasszandra áll, valamint hogy mi történt a trójai háború után.
- A Sadly Sings Destiny Poncius Pilátus szemszögéből utal Jézus Krisztusra
- A The Maiden and the Minstrel Knight Trisztán és Izolda történetéről szól.
- A Wait for an Answer című dalt a németországi náci rezsimről ihlette.
- A The Soulforged alapja a Dragonlance fantasy regény hőse, Raistlin Majere története.
- Az Age of False Innocence Galileo Galileiről szól.
- A Punishment Divine alapja Friedrich Nietzsche kései őrülete.
- Az And Then There Was Silence című dalt az Iliasz, az Odüsszeusz, és az Aeneis inspirálta.
- A Harvest of Sorrow alapja J. R. R. Tolkien hőse Túrin Turambar tragikus sztorija A szilmarilok című könyvből.